# 장루이자
장루이자(중국어 간체자: 张睿家, 정체자: 張睿家, 병음: Zhāng Ruìjiā, 한자음: 장예가, 영어: Ray Chang 레이 창[*], 1985년 3월 31일 ~ )는 대만의 텔레비전 배우, 영화 배우이다. 대만에서 태어났다.

## 영화
- 명운화장사 (2011년)
- 하천협주곡 (2009년)
- 양양 (2009년)
- 트로코 (2009년)
- 절명파대 (2009년)
- 하천적미바 (2007년)
- 영원한 여름 (2006년)